# Consejo Provisional de la República Chechena

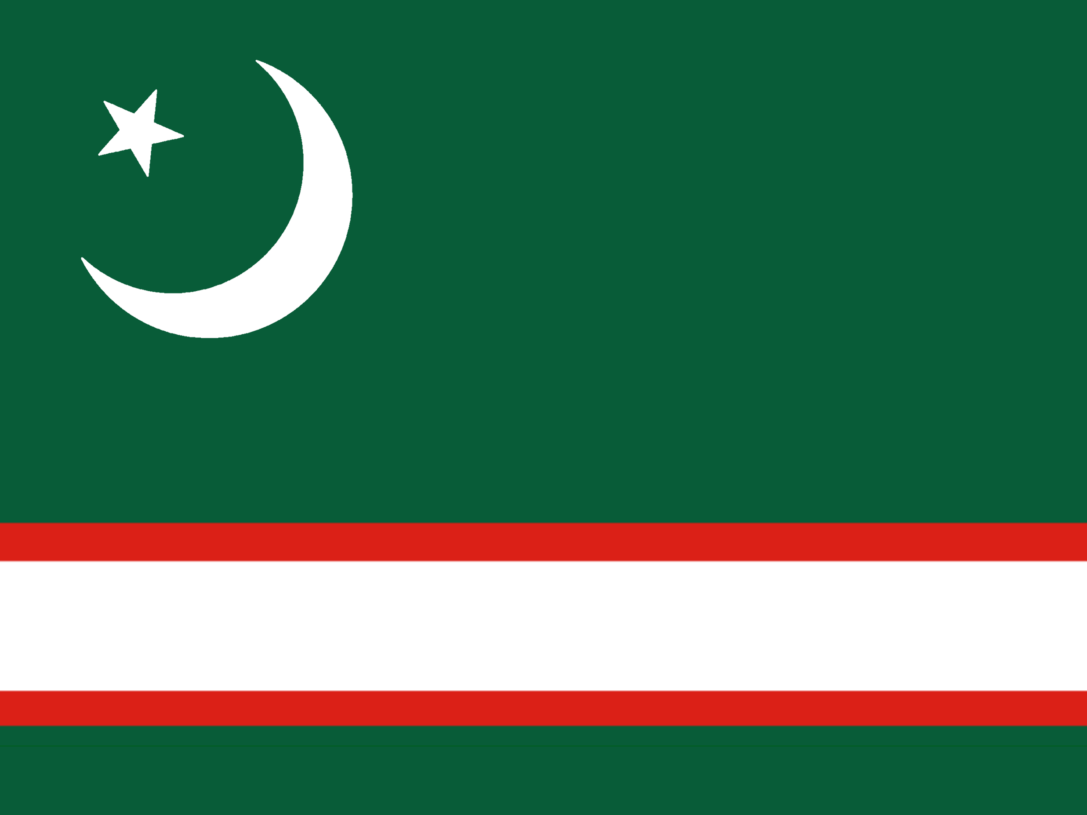
Bandera del Consejo Provisional Checheno

El Consejo Provisional de la República de Chechenia (VSCR, Coalición Anti-Dudayev) fue un organismo gubernamental activo antes de la primera guerra chechena que se opuso al presidente Dzhojar Dudayev y a la separatista República Chechena de Ichkeria, reconoció a Chechenia como parte de la Federación rusa y fue reconocido por esta como el único organismo gubernamental legítimo en Chechenia. Durante 1994 el Consejo lideró la oposición armada contra el régimen separatista, pero su derrota ante el gobierno de Ichkeria llevó a una intervención militar directa por Rusia en Chechenia.

## Composición
El VSCR estaba compuesto por 19 personas.
Presidente - Jefe de la Administración del Distrito de Nadterechny, Umar Avtúrjanov
Vicepresidente - El empresario Lechi Musayev
Jefe de Administración - Zaindi Choltaev (hasta julio de 1992 - Viceministro de Asuntos Exteriores de la República Chechena)
Comandante de las Fuerzas Armadas (milicia) del Soviet Supremo de China - Bislan Gantamirov
El servicio de prensa del Consejo Supremo de la Unión Soviética estuvo encabezado por el publicista Ruslan Martagov.

## Historia

### Consolidación política
El VSCR fue creado en diciembre de 1993 en una reunión de líderes de la oposición en el distrito de Nadterechny (la única región de Chechenia que no estaba controlada por las autoridades de la República Chechena de Ichkeria).
El 3 y 4 de junio  de 1994, el Congreso de los Pueblos de Chechenia (2056 diputados), convocado por el Sóviet Supremo de la República Chechena en la aldea de Znamensky , distrito de Nadterechny, no expresó ninguna confianza en el presidente Dudayev y su administración y aprobó el Consejo Provisional antes de las elecciones, “otorgándole las competencias del máximo órgano del poder estatal”.
El 30 de julio, el Sóviet Supremo de la República de Chechenia adoptó un Decreto sobre el poder, que declaraba la destitución del presidente D. Dudayev y asumía el “pleno poder estatal” en la República de Chechenia.
El 11 de agosto se anunció la formación del Gobierno Provisional de la República Chechena (presidente, director estatal Ali Alavdinov, vice primer ministro y exfuncionario del comité del distrito de Shali del PCUS Badrudi Dzhamaljánov).
De hecho, los dirigentes rusos apoyaron el discurso del Sóviet Supremo de la Federación de Rusia (parece que desde la primavera de 1994, el vice primer ministro de la Federación de Rusia, S. Shakhrai, y el ministro de Asuntos Nacionales, N. Egorov, han estado implementando un plan para derrocar al régimen de Dudayev con la ayuda de la oposición prorrusa). El 29 de julio de 1994. el Gobierno de la Federación de Rusia declaró que si el gobierno de Dudayev utiliza la violencia en la lucha contra la oposición, las autoridades rusas se verán obligadas a proteger los derechos y las vidas de los ciudadanos de la Federación rusa

### Inicio de las hostilidades
Entre julio y agosto de 1994, el grupo de oposición del ex alcalde de la ciudad de Grozni, Bislan Gantamirov, estableció el control sobre la ciudad de Urus-Martan y el territorio principal del distrito de Urus-Martan, y el grupo del exjefe de seguridad de Dudayev Ruslan Labazanov estableció el control sobre la ciudad de Argun. Al mismo tiempo, en la aldea de Tolstoi-Yurt, en la región de Grozny, surgió un grupo de mantenimiento de la paz de Ruslán Jasbulátov, quien, actuando como jefe de la misión de mantenimiento de la paz, apoyó las demandas de la oposición.
El 29 de agosto, en una reunión de los líderes de los grupos de oposición (U. Avturkhanov, R. Jasbulátov, R. Labazanov, B. Gantamirov) en la región de Nadterechny, se decidió unir las acciones de los opositores al régimen bajo los auspicios del Sóviet Supremo. Bislán Gantamirov se convirtió en comandante de las fuerzas armadas de la oposición.
Entre agosto y septiembre de 1994, las formaciones del Consejo Provisional, creadas con la ayuda de las fuerzas de seguridad rusas, inició operaciones militares contra el régimen de Dudáyev. La operación para armar a la oposición fue supervisada por el jefe del departamento de Moscú del Servicio Federal de Contrainteligencia (FSK), Yevgueni Sevastyanov y el Viceministro para las Nacionalidades de la Federación Rusa A. Kotenkov.

### Éxito inicial
El politólogo Serguéi Kurginyan describe el punto de inflexión tras el cual las fuerzas de la milicia chechena estaban agotadas y eran insuficientes:

(15 de octubre) Las tropas de oposición de ambos bandos entraron en Grozni, tomaron el control de varios distritos de la capital y se acercaron al palacio presidencial. Luego abandonaron la ciudad y regresaron a posiciones a 40 km de Grozni. El mando militar del Consejo Provisional afirmó que se había llevado a cabo un “ensayo general para el derrocamiento del régimen de Dudayev”.

El 19 de octubre, las tropas de Dudáyev dispersaron el Destacamento de B. Gantemirov y tomó el control del pueblo. Urus-Martán.

El investigador del conflicto checheno N.G. Grodnensky en su obra "La guerra inacabada: la historia del conflicto armado en Chechenia" confirma la versión sobre la conducción directa del conflicto desde Moscú. Grodnensky describe el cuadro de la superioridad militar de las fuerzas de la milicia chechena (destacamentos de Labazanov, Gantamirov, Avturkhanov y otros líderes militares del Sóviet Supremo de la República Chechena) sobre las fuerzas de los partidarios de Dudáyev en octubre de 1994 y la inconsistencia de las acciones de la oposición anti-Dudaev:

El 14 de octubre (1994), unidades de la oposición atacaron Grozni: Bislan Gantemirov, desde el sur, U. Avturjanov y R. Labazanov, desde el norte. Como resultado del asalto, la ciudad fue tomada. ¡Las pérdidas fueron cuatro muertos y siete heridos! De hecho fue una victoria. Para consolidarlo, sólo era necesario poner en el poder en Chechenia a cualquiera de los políticos chechenos opuestos a Dudáyev que eran populares entre la gente. En cambio, por orden directa de Moscú (aún no se sabe quién la dio), los destacamentos de oposición de Avturjanov y Gantemirov abandonaron urgentemente la capital chechena.

El 16 de octubre, las tropas de la oposición se retiraron a sus líneas originales : a las aldeas de Znamenskoye y Geji. Grozni fue nuevamente ocupada por los Dudayevitas revitalizados.

### Batalla decisiva
En noviembre de 1994, el panorama de la confrontación era el siguiente: Dudáyev y sus partidarios estaban firmemente atrincherados en Grozni, y la oposición tenía varias cabezas de puente, tratando de aislar la capital del resto del territorio checheno.
El 23 y 24 de noviembre de 1994, la formación del Consejo Provisional con la participación de personal del ejército ruso reclutado con la ayuda del FSK hizo un segundo intento (después del "ensayo general") de asaltar Grozni (asalto de Grozni en noviembre), que terminó en un fracaso debido a la falta de preparación de la operación, el mando fallido y la feroz resistencia de los partidarios de Dudáyev.
El investigador Nikolái Grodnensky reafirma el testimonio de Kurginyan de que ciertas fuerzas influyentes en Rusia obligaron a la milicia chechena a anular los resultados de un intento exitoso de capturar Grozni. Dado que la milicia chechena tuvo que tomar Grozni dos veces, esto agotó sus fuerzas y programó la derrota de la oposición chechena anti-Dudáyev, haciendo inevitable que las fuerzas armadas regulares de Rusia se vieran arrastradas al conflicto. Grodnensky describe el segundo intento, ya fallido, de capturar Grozny en noviembre de 1994 de la siguiente manera:

El 17 de noviembre (1994), el Consejo Provisional de Chechenia inició los preparativos para una (nueva) ofensiva contra Grozny.

Todo apuntaba a una preparación cuidadosa y anticipada de la emboscada y, por tanto, a la correspondiente toma de conciencia por parte de Dudáyev.

Destacamentos de la oposición ocuparon los edificios del Departamento de Seguridad del Estado y del Ministerio del Interior de la república. El palacio presidencial fue capturado por el destacamento de R. Labazanov. A las 16:30 los combates en Grozni prácticamente habían cesado. En un discurso televisado a los ciudadanos de la república, U. Avturkhanov afirmó que "el poder en Chechenia pasó a manos del Consejo Supremo". Sin embargo, las fuerzas de oposición procedentes de Tolstoi-Yurt lograron llegar a la plaza Teatralnaya (donde se originó ), pero no llegaron a la plaza Sheikh Mansour, sino que fueron rodeados; Los gantamirovitas, que entraron en Grozni desde Chernorechye, en el distrito de Zavodskoy se encontraron con combatientes seleccionados del batallón abjasio.

Al quedar sin cobertura de infantería, los tanques llegaron sin problemas al centro de la ciudad, donde pronto fueron derribados por lanzagranadas.

### Desenlace
El fracaso del asalto a Grozni cambió drásticamente la situación: la participación del personal del ejército ruso en el conflicto intrachecheno se hizo evidente.
El 9 de diciembre de 1994, Yeltsin firmó un decreto “Sobre medidas para reprimir las actividades de grupos armados ilegales en el territorio de la República Chechena”, iniciando así la primera guerra chechena.
El 23 de marzo de 1995, Yeltsin firmó el Decreto n.º 309 "Sobre los órganos temporales del poder estatal en la República de Chechenia". Dado que el Comité de Acuerdo Nacional de la República de Chechenia (cuya formación fue “aprobada” el 27 de enero) existía, en todo caso, sólo en el papel, Yeltsin en el nuevo Decreto decidió “apoyar la decisión del Consejo Provisional de la República de Chechenia de crear un Comité de Acuerdo Nacional de la República de Chechenia” compuesto por 45 personas (Con U. Avturkhanov como presidente) sobre la base del Consejo Provisional. Fue a este organismo al que el presidente le confió la responsabilidad de “buscar formas de lograr la reconciliación” en Chechenia, desarrollar un proyecto de constitución y celebrar “elecciones libres” en la república.

## Enlaces
Reportaje en vídeo sobre la oposición chechena Anti-Dudaev (1993-1994) 
- Datos: Q4127094